# Laître-sous-Amance
Laître-sous-Amance és un municipi francès situat al departament de Meurthe i Mosel·la i a la regió del Gran Est. L'any 2007 tenia 377 habitants.

## Demografia

### Població
El 2007 la població de fet de Laître-sous-Amance era de 377 persones. Hi havia 140 famílies, de les quals 25 eren unipersonals (4 homes vivint sols i 21 dones vivint soles), 58 parelles sense fills, 53 parelles amb fills i 4 famílies monoparentals amb fills.
La població ha evolucionat segons el següent gràfic:
Habitants censats

### Habitatges
El 2007 hi havia 157 habitatges, 148 eren l'habitatge principal de la família, 1 era una segona residència i 8 estaven desocupats. 153 eren cases i 4 eren apartaments. Dels 148 habitatges principals, 127 estaven ocupats pels seus propietaris, 20 estaven llogats i ocupats pels llogaters i 1 estava cedit a títol gratuït; 12 tenien tres cambres, 30 en tenien quatre i 106 en tenien cinc o més. 111 habitatges disposaven pel capbaix d'una plaça de pàrquing. A 50 habitatges hi havia un automòbil i a 89 n'hi havia dos o més.

### Piràmide de població
La piràmide de població per edats i sexe el 2009 era:
| Homes | Edats   | Dones |
| ----- | ------- | ----- |
| 0     | 95 o +  | 0     |
| 0     | 90 a 94 | 4     |
| 8     | 85 a 89 | 0     |
| 0     | 80 a 84 | 8     |
| 4     | 75 a 79 | 0     |
| 4     | 70 a 74 | 4     |
| 8     | 65 a 69 | 12    |
| 8     | 60 a 64 | 4     |
| 0     | 55 a 59 | 4     |
| 24    | 50 a 54 | 20    |
| 16    | 45 a 49 | 12    |
| 12    | 40 a 44 | 12    |
| 20    | 35 a 39 | 28    |
| 12    | 30 a 34 | 12    |
| 12    | 25 a 29 | 4     |
| 12    | 20 a 24 | 16    |
| 12    | 15 a 19 | 8     |
| 16    | 10 a 14 | 12    |
| 32    | 5 a 9   | 16    |
| 8     | 0 a 4   | 20    |

## Economia
El 2007 la població en edat de treballar era de 269 persones, 185 eren actives i 84 eren inactives. De les 185 persones actives 175 estaven ocupades (87 homes i 88 dones) i 10 estaven aturades (6 homes i 4 dones). De les 84 persones inactives 32 estaven jubilades, 37 estaven estudiant i 15 estaven classificades com a «altres inactius».

### Ingressos
El 2009 a Laître-sous-Amance hi havia 141 unitats fiscals que integraven 371 persones, la mediana anual d'ingressos fiscals per persona era de 23.089 €.

### Activitats econòmiques
Dels 12 establiments que hi havia el 2007, 3 eren d'empreses de construcció, 2 d'empreses de comerç i reparació d'automòbils, 1 d'una empresa d'hostatgeria i restauració, 1 d'una empresa d'informació i comunicació, 2 d'empreses immobiliàries, 2 d'empreses de serveis i 1 d'una empresa classificada com a «altres activitats de serveis».
Dels 5 establiments de servei als particulars que hi havia el 2009, 2 eren guixaires pintors, 1 fusteria, 1 agència immobiliària i 1 tintoreria.
L'any 2000 a Laître-sous-Amance hi havia 10 explotacions agrícoles que ocupaven un total de 428 hectàrees.

## Equipaments sanitaris i escolars
El 2009 hi havia una escola elemental integrada dins d'un grup escolar amb les comunes properes formant una escola dispersa.

## Poblacions més properes
El següent diagrama mostra les poblacions més properes.